# Énergie solaire en Italie

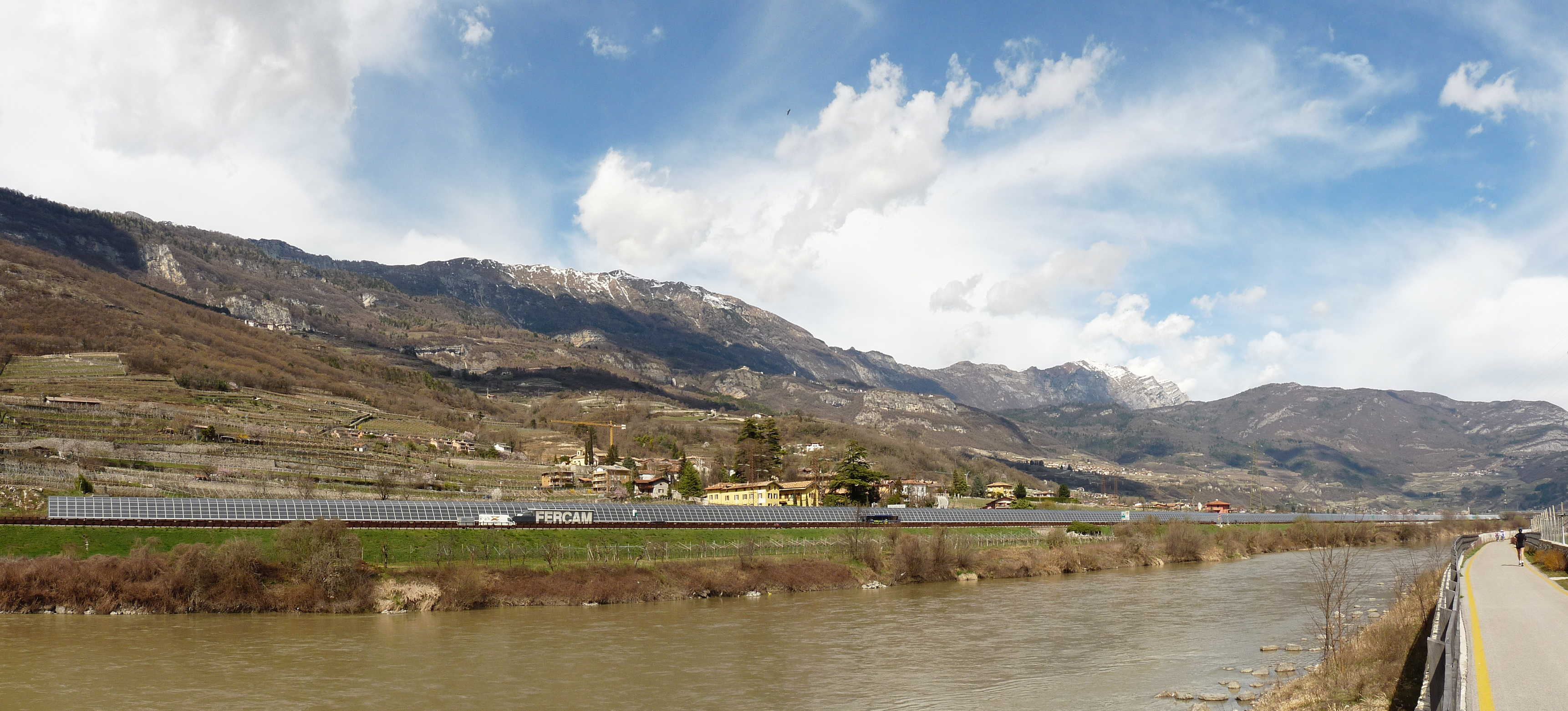
Rovereto : panneaux photovoltaïques le long de l'autoroute Brenner-Modène.

L'énergie solaire en Italie a connu une croissance très rapide depuis la mise en place de politiques de soutien à partir de 2005-2006 ; cette progression s'est fortement ralentie à partir de 2013, les aides ayant été supprimées, mais elle reprend en 2022 et surtout en 2023.
Dans la filière du solaire thermique, l'Italie se place au 5e rang européen, loin derrière l'Allemagne, et au 10e rang mondial. La surface de capteurs par habitant est au 12e rang européen.
La filière photovoltaïque fournissait 11,6 % de la production nationale d'électricité en 2023, et l'Agence internationale de l'énergie estime la pénétration théorique du solaire photovoltaïque italien à 13,6 % de la production totale d'électricité fin 2024, au 16e rang mondial, loin derrière la Grèce, au 1er rang avec 27,9 %. L'Italie détenait en 2024 le 3e rang européen des producteurs d'électricité photovoltaïque (12,1 % de la production de l'UE) derrière l'Allemagne et l'Espagne, et le 10e rang mondial en 2023 (1,9 %). La parité réseau étant atteinte depuis le début des années 2010, la part de l'autoconsommation progresse, atteignant 25 % de la production en 2023.
La puissance installée cumulée du photovoltaïque italien se plaçait en 2024 au 3e rang européen (11,7 % du total de l'UE), derrière l'Allemagne et l'Espagne, et au 9e rang mondial, à 1,6 % du total mondial, derrière la Chine, les États-Unis, l'Inde, l'Allemagne, le Japon, le Brésil, l'Espagne et l'Australie ; le flux de nouvelles installations a atteint 10,8 % du marché de l'UE en 2024, ce qui en fait le 3e marché européen de l'année, derrière l'Allemagne (24,2 %) et l'Espagne (13,1 %) et devant la France (8,4 %) et la Pologne (7,3 %). La puissance installée par habitant était en 2024 inférieure de 10,9 % à la moyenne de l'Union européenne, au 15e rang européen, loin derrière les Pays-Bas, l'Allemagne et l'Espagne.
La filière solaire thermodynamique à concentration commence à être exploitée dans les régions les plus méridionales, qui bénéficient de taux d'irradiation solaire élevés. La première centrale solaire à concentration d'Italie, baptisée « Archimède » (5 MW), a été inaugurée en 2010 en Sicile, et 203,6 MW de projets sont en développement, pour la plupart situés en Sardaigne et en Sicile.

## Potentiel solaire de l'Italie

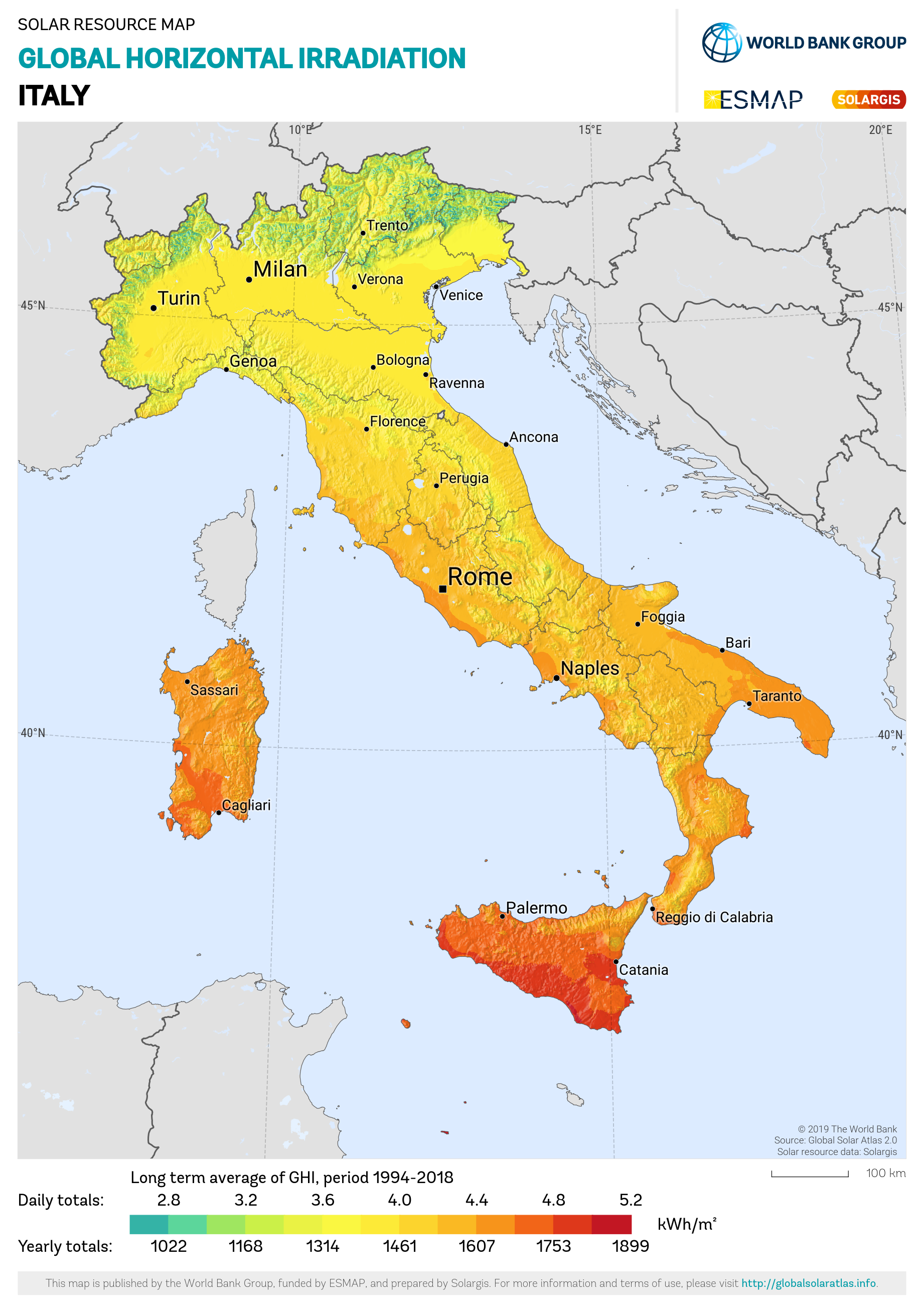
Carte des radiations solaires en Italie.

Alors que l'irradiation solaire annuelle globale horizontale (IGH) en France est en moyenne de 1 274 kWh/m2 et celle de Provence-Alpes-Côte d'Azur de 1 645 kWh/m2, on peut constater sur la carte ci-contre que la moitié sud de l'Italie dépasse 1 500 kWh/m2 et que la majeure partie de la Sicile dépasse 1 800 kWh/m2.

## Solaire thermique
Le solaire thermique comprend les chauffe-eau solaires individuels ou collectifs, les installations de chauffage de piscines et de locaux divers.
En 2020, selon EurObserv'ER, le marché des capteurs solaires thermiques a été en Italie de 109 326 m2 ; cette surface équivaut à une puissance de 76,5 MWth ; l'Italie s'est placée au 6e rang européen, loin derrière l'Allemagne (643 000 m2), et juste après la France (120 812 m2, dont 91 352 m2 dans les DOM). Le parc cumulé atteint 4,45 Mm2) fin 2020, soit 3 117 MWth, au 5e rang européen (Allemagne : 19,45 Mm2) ; avec 0,075 m2 de capteur par habitant, l'Italie se situe au 12e rang européen, 37 % au-dessous de la moyenne européenne.
Fin 2020, selon l'Agence internationale de l'énergie, la puissance installée cumulée des capteurs solaires thermiques en Italie atteignait 3 462 MWth, soit 4,95 Mm2 de capteurs, au 10e rang mondial avec 0,7 % du total mondial, mais la puissance solaire thermique par habitant était de 56 Wth seulement, contre 460 Wth à Chypre, 370 Wth en Autriche, 260 Wth en Chine et 161 Wth en Allemagne. Les installations de 2020 se sont limitées à 86 MWth contre 450 MWth en Allemagne.
Fin 2017, l'Italie comptait 4,1 Mm2 (millions de m2) de capteurs, dont la production de chaleur s'est élevée en 2017 à 8 745 TJ (environ 209 ktep), en progression de 4,3 % par rapport à 2016 et de 34,4 % depuis 2012 ; le secteur résidentiel représente 74 % du total, et le tertiaire 20 % ; les provinces les plus productrices sont la Lombardie (17,3 %), la Vénétie (13,6 %) et le Piémont (10,1 %).
Le marché italien du solaire thermique a connu en 2016, selon Assotermica, un recul de 9 % par rapport à 2015, avec 210 000 m2 installés, après une baisse de 14,5 % entre 2014 et 2015 ; le niveau d'incitation est pourtant élevé, avec une réduction d'impôt de 65 % pour les petits systèmes et la mise en place début 2016 du Conto Termico 2.0, système de subvention à l'installation : les installations jusqu'à 2 500 m2 reçoivent une aide de 40 à 60 % des coûts d'investissement, et les petites installations peuvent également en bénéficier ; mais la demande reste faible du fait de la crise du secteur de la construction et du manque de publicité sur les aides.

## Photovoltaïque

### Production d'électricité

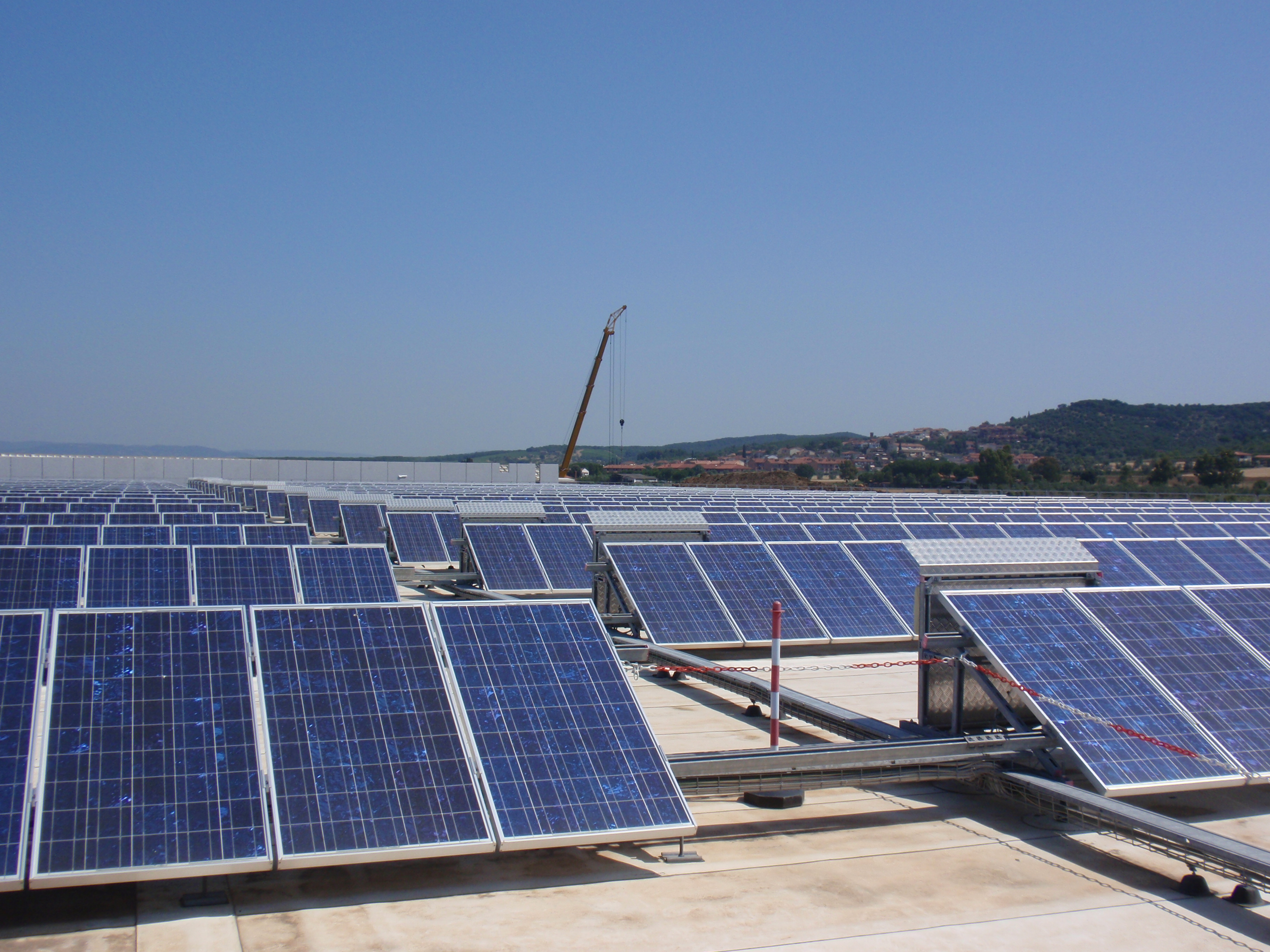
Centrale photovoltaïque près du siège d'Unicoop Tirreno à Vignale Riotorto (Piombino, Province de Livourne), juin 2009.

Selon EurObserv'ER, l'Italie a produit 36 000 GWh en 2024, soit 12,1 % de la production de l'Union européenne (UE), au 3e rang des producteurs photovoltaïques de l'UE, derrière l'Allemagne (25,0 %) et l'Espagne (18,1 %), et devant la France (8,2 %).
La production italienne d'électricité solaire photovoltaïque s'élevait à 30 711 GWh en 2023, soit 11,6 % de la production totale d'électricité du pays, au 10e rang mondial avec 1,9 % de la production mondiale, loin derrière la Chine (35,6 %) ; elle est au 3e rang européen derrière l'Allemagne (61,5 TWh) et l'Espagne (43,0 TWh).
L'Energy Institute estime la production photovoltaïque italienne en 2023 à 31,2 TWh d'électricité, soit 11,8 % de la production totale d'électricité du pays et 1,9 % de la production mondiale, au 9e rang mondial, derrière la Chine (35,6 %), les États-Unis (14,7 %), l'Inde (6,9 %), le Japon (5,9 %), l'Allemagne (3,7 %), le Brésil (3,1 %), l'Espagne (2,9 %) et l'Australie (2,7 %).
L'Agence internationale de l'énergie estime la pénétration théorique du solaire photovoltaïque italien à 13,6 % de la production totale d'électricité fin 2024 ; cette estimation est fondée sur la puissance installée au 31/12/2024, donc supérieure à la production réelle de l'année. L'Italie se classe au 16e rang mondial selon ce critère, loin derrière la Grèce, au 1er rang avec 27,9 %, les Pays-Bas (25,5 %), l'Espagne (24 %), la Hongrie (20,6 %), le Chili (20,3 %) et  l'Allemagne (19,8 %) ; la France est à 7,3 % ; la moyenne de l'UE est de 14 %.
| Année | Production (GWh) | Accroissement | Part prod.élec. |
| 2008  | 193              |               | 0,06 %          |
| 2009  | 676              | +250 %        | 0,2 %           |
| 2010  | 1 906            | +182 %        | 0,6 %           |
| 2011  | 10 796           | +466 %        | 3,6 %           |
| 2012  | 18 862           | +74,7 %       | 6,3 %           |
| 2013  | 21 589           | +14,5 %       | 7,4 %           |
| 2014  | 22 306           | +3,3 %        | 8,0 %           |
| 2015  | 22 942           | +2,9 %        | 8,1 %           |
| 2016  | 22 104           | -3,7 %        | 7,6 %           |
| 2017  | 24 378           | +10,3 %       | 8,2 %           |
| 2018  | 22 654           | -7,1 %        | 7,8 %           |
| 2019  | 23 689           | +4,6 %        | 8,1 %           |
| 2020  | 24 942           | +5,3 %        | 8,9 %           |
| 2021  | 25 038           | +0,4 %        | 8,7 %           |
| 2022  | 28 121           | +12,3 %       | 9,9 %           |
| 2023  | 30 711           | +9,2 %        | 11,6 %          |
| 2024  | 36 000           | +17,2 %       |                 |

En 2023, selon EurObserv'ER, l'Italie a produit 30 700 GWh, se classant au 3e rang des producteurs photovoltaïques de l'Union européenne (UE) avec 12,6 % de la production de l'UE, derrière l'Allemagne (25,1 %) et l'Espagne (17,6 %), et devant la France (9,5 %).
Selon EurObserv'ER, l'Italie a produit 28 100 GWh en 2022, se classant au 3e rang des producteurs photovoltaïques de l'Union européenne (UE) avec 13,7 % de la production de l'UE, derrière l'Allemagne (29,6 %) et l'Espagne (14,4 %), et devant la France (10,0 %).
Selon EurObserv'ER, l'Italie était le 2e producteur européen en 2021 avec 16,2 % de la production de l'Union européenne, derrière l'Allemagne (31,7 %).
En 2018, la production est en recul de 7 %. L'Italie était le 2e producteur d'électricité solaire photovoltaïque de l'Union européenne avec 18,5 % du total européen, derrière l'Allemagne (37,7 %). La baisse de la production en 2018 est due à de mauvaises conditions d'ensoleillement : la durée d'utilisation moyenne de la puissance installée a baissé de 8,3 %.
La production italienne d'électricité solaire photovoltaïque s'élevait à 22 654 GWh en 2018, en recul de 7 % par rapport à 2017, à cause de moins bonnes conditions d'irradiation ; l'année 2017 avait bénéficié d'une hausse de 10,7 % par rapport à 2016 ,qui avait connu pour la première fois un recul de 3,7 %. En 2017, le photovoltaïque représentait 23,5 % de la production d'électricité renouvelable, 8,2 % de la production brute d'électricité du pays et 7,3 % de sa consommation brute interne.
Au niveau mondial, l'Italie se classait en 2017 au 6e rang avec 5,5 % de la production photovoltaïque mondiale, derrière la Chine (29,5 %), les États-Unis (15,2 %), le Japon (12,4 %), l'Allemagne (8,9 %) et l'Inde (5,9 %).

### Répartition géographique
Les installations photovoltaïques sont implantées aussi bien au nord qu'au sud, bien que le rendement soit meilleur au sud ; on observe une densité maximale d'implantation sur la côte de l'Adriatique, des Marches aux Pouilles :
| Région         | Nombre fin 2018 | Puissance installée 2018 (MWc) | Production 2018 (GWh) | part prod PV 2018 | Puissance installée par habitant 2018 (Wc) |
| -------------- | --------------- | ------------------------------ | --------------------- | ----------------- | ------------------------------------------ |
| Pouilles       | 48 366          | 2 652                          | 3 438                 | 15,2 %            | 655                                        |
| Lombardie      | 125 250         | 2 303                          | 2 252                 | 9,9 %             | 229                                        |
| Émilie-Romagne | 85 156          | 2 031                          | 2 187                 | 9,7 %             | 456                                        |
| Vénétie        | 114 264         | 1 913                          | 1 990                 | 8,8 %             | 390                                        |
| Sicile         | 52 701          | 1 400                          | 1 788                 | 7,9 %             | 279                                        |
| Piémont        | 57 362          | 1 605                          | 1 695                 | 7,5 %             | 367                                        |
| Latium         | 54 296          | 1 353                          | 1 619                 | 7,1 %             | 229                                        |
| Marches        | 27 752          | 1 081                          | 1 237                 | 5,5 %             | 706                                        |
| Total          | 822 301         | 20 108                         | 22 654                | 100 %             | 325                                        |

### Secteurs d'activité
Les installations photovoltaïques se répartissent entre les quatre grands secteurs d'activité :
| Secteur     | Nombre  | Puissance (MWc) | Production (GWh) | Part prod. PV totale | Autoconsommation (GWh) | Part autoconsommée |
| Industriel  | 33 456  | 9 812           | 11 567           | 15,2 %               | 2 239                  | 19,4 %             |
| Résidentiel | 670 124 | 3 206           | 3 403            | 9,9 %                | 1 060                  | 31,1 %             |
| Tertiaire   | 90 197  | 4 501           | 4 754            | 9,7 %                | 1 371                  | 28,8 %             |
| Agriculture | 28 524  | 2 588           | 2 929            | 8,8 %                | 466                    | 15,9 %             |
| Total       | 822 301 | 20 108          | 22 654           | 100 %                | 5 137                  | 22,7 %             |

Les centrales photovoltaïques destinées à l'alimentation du réseau public sont incluses dans le secteur industriel.

### Autoconsommation
L'autoconsommation, c'est-à-dire la part de la production d'électricité qui est consommée sur place et non injectée sur le réseau, atteignait 5 137 GWh en 2018, soit 22,7 % de la production photovoltaïque totale. L'électricité autoconsommée est maximale pendant le printemps et l'été, saisons de production photovoltaïque maximale, mais sa part dans la production des sites autoconsommateurs est maximale en hiver : 50 % en décembre contre 33 % en avril et 35 % en août. Le taux d'autoconsommation varie fortement d'une région à l'autre, de 22 % dans le Basilicate à 46 % en Ligurie. L'industrie représentait 43,6 % de l'autoconsommation, le tertiaire 26,7 %, le secteur résidentiel 20,6 % et l'agriculture 9,1 %.
En 2018, la part de l'autoconsommation dans la production photovoltaïque est passée à 22,6 % contre 20,4 % en 2017.
L'autoconsommation était estimée à 3 558 GWh en 2014, soit 16 % de la production photovoltaïque totale ; l'autoconsommation s'est répartie entre le secteur industriel : 43 %, le secteur tertiaire : 30 % et le secteur domestique : 24 % ; son pic saisonnier est situé en juin : 408 GWh, mois du pic de production, et son minimum en janvier : 136 GWh. Dans l'industrie, l'autoconsommation représente en moyenne 10 % de la production nette, mais 35 % dans les installations avec autoconsommation ; dans le tertiaire, ces parts sont respectivement de 19 % et 36 %, dans l'agriculture de 11 % et 30 % et dans le résidentiel de 28 % et 28 %.
En Italie, selon le GSE, la part de l’autoconsommation solaire était de l’ordre de 25 % en 2023.

### Facteur de charge
La baisse de la production en 2018 est due à de mauvaises conditions d'ensoleillement : la durée d'utilisation moyenne de la puissance installée est tombée de 1 184 heures en 2017 à 1 086 heures en 2018.
La durée médiane d'utilisation du parc solaire italien a été de 1 093 heures en 2018, soit un facteur de charge de 12,5 %. La durée moyenne d'utilisation du parc a été de 1 141 heures, soit un facteur de charge de 13,0 %.
| Année | Durée médiane d'utilisation (heures) | Facteur de charge médian (%) | Durée moyenne d'utilisation (heures) | Facteur de charge moyen (%) |
| 2009  | 1 152                                | 13,2 %                       | 1 163                                | 13,3 %                      |
| 2010  | 1 164                                | 13,3 %                       | 1 195                                | 13,6 %                      |
| 2011  | 1 114                                | 12,7 %                       | 1 325                                | 15,1 %                      |
| 2012  | 1 107                                | 12,6 %                       | 1 312                                | 14,9 %                      |
| 2013  | 1 140                                | 13,0 %                       | 1 241                                | 14,2 %                      |
| 2014  | 1 115                                | 12,7 %                       | 1 211                                | 13,8 %                      |
| 2015  | 1 171                                | 13,3 %                       | 1 225                                | 14,0 %                      |
| 2016  | 1 120                                | 12,8 %                       | 1 158                                | 13,2 %                      |
| 2017  | nd                                   |                              | 1 252                                | 14,3 %                      |
| 2018  | 1 093                                | 12,5 %                       | 1 141                                | 13,0 %                      |

La durée moyenne d'utilisation est maximale dans le sud : en 2018, elle était de 1 302 heures dans les Pouilles, 1 288 heures en Sicile, 1 236 heures dans le Molise et 1 228 heures dans le Basilicate ; à l'inverse, elle tombait à 996 heures en Lombardie et dans le Trentin.

### Puissance installée
| - 1 - 10 Wc/habitant - 10 - 50 Wc/hab - 50 - 100 Wc/hab - 100 - 200 Wc/hab | - 200 - 350 Wc/hab - 350 - 500 Wc/hab - 500 - 750 Wc/hab - >750 Wc/hab |

Puissance installée photovoltaïque en Italie.

Carte de la puissance installée en watts-crête/habitant dans chaque région en 2013
source données : EPIA

En 2024, l'Italie reste au 9e rang mondial à 37,0 GWc, soit 1,6 % du total mondial, derrière la Chine (1 048 GWc, 46,7 %), les États-Unis (10,0 %), l'Inde (5,5 %), l'Allemagne (4,4 %), le Japon (4,3 %), le Brésil (2,3 %), l'Espagne (2,1 %) et l'Australie (1,7 %). L'Italie a pourtant encore augmenté ses installations annuelles, à 6,6 GWc, soit 1,1 % du total mondial, au 8e rang mondial.
En Europe, l'Italie est en 2024 au 3e rang pour sa puissance installée de 35 819 MWc, soit 11,7 % du total de l'Union européenne (UE), derrière l'Allemagne (89 130 MWc, 29,1 %) et l'Espagne (37 438 MWc, 12,2 %), et devant la France (24 878 MWc, 8,1 %). Elle a installé 6 467 MWc en 2024, soit 10,8 % du marché de l'UE, ce qui en fait le 3e marché européen de l'année, derrière l'Allemagne (24,2 %) et l'Espagne (13,1 %) et devant la France (8,4 %) et la Pologne (7,3 %). Les installations industrielles et de grande taille ont enregistré un record historique, alors que les segments résidentiel et commercial ont ralenti, du fait de la baisse des prix de l’électricité, de la disparition progressive des dispositifs de soutien et des taux d’intérêt élevés.
La puissance installée par habitant atteignait 607,4 Wc fin 2024, inférieure de 10,9 % à la moyenne de l'Union européenne (682 Wc), au 15e rang européen, loin derrière les Pays-Bas (1 357,6 Wc), l'Allemagne (1 068 Wc) et l'Espagne (770 Wc), mais devant la France (363,4 Wc).
En 2023, l'Italie recule au 9e rang mondial à 30,3 GWc, soit 1,9 % du total mondial, dépassée par le Brésil (35,5 GWc, soit 2,2 %) et loin derrière la Chine (662 GWc, 40,8 %), les États-Unis (10,4 %), l'Inde (5,9 %), le Japon (5,6 %) et l'Allemagne (5,0 %) ; l'Espagne est à 37,6 GWc, soit 2,3 %. L'Italie a pourtant plus que doublé ses installations annuelles, à 5,3 GWc, soit 1,3 % du total mondial, au 9e rang mondial, contre 2,5 GWc en 2022.
En Europe, l'Italie est en 2023 au 3e rang pour sa puissance installée de 30 300 MWc, soit 11,8 % du total de l'Union européenne (UE), loin derrière l'Allemagne (32 %) et dépassé pour la première fois par l'Espagne (11,9 %), devant la France (8 %). Elle a installé 5 236 MWc en 2023, soit plus du double des raccordements de 2022 et 9,9 % du marché de l'UE, ce qui en fait le 3e marché européen de l'année, derrière l'Allemagne (27,5 %) et l'Espagne (13,7 %) et devant la Pologne (9,2 %) et la France (6 %). Ce surcroît d’activité s’explique principalement par la relance des grandes centrales.
En 2022, l'Italie recule au 8e rang mondial avec 25 GWc, dépassée par l'Espagne (26,6 GWc) et loin derrière la Chine (414,5 GWc), les États-Unis (141,6 GWc), le Japon (84,9 GWc), l'Inde (79,1 GWc) et l'Allemagne (67,2 GWc).
En Europe, l'Italie est en 2022 au 2e rang pour sa puissance installée de 25 060 MWc, loin derrière l'Allemagne (67 399 MWc). Elle a installé 2 490 MWc en 2022, ce qui en fait le 5e marché européen de l'année, derrière l'Allemagne (7 304 MWc), la Pologne (4 774 MWc), les Pays-Bas (3 938 MWc) et l'Espagne (3 480 MWc). Sa puissance installée par habitant atteignait 424,5 Wc fin 2022, inférieure de 3 % à la moyenne de l'Union européenne (437,4 Wc) et au 8e rang européen, loin derrière les Pays-Bas (1 071,5 Wc), l'Allemagne (809,7 Wc) et la Belgique (558,6 Wc).
En 2021, l'Italie recule au 7e rang mondial avec 22,6 GWc, dépassée par l'Australie (25,4 GWc) et loin derrière la Chine (308,5 GWc), les États-Unis (123 GWc), le Japon (71,4 GWc), l'Inde (60,4 GWc) et l'Allemagne (59,2 GWc).
En Europe, l'Italie est en 2021 au 2e rang pour sa puissance installée de 22 600 MWc, loin derrière l'Allemagne (58 728 MWc). Elle a installé 950 MWc, ce qui en fait le 6e marché européen de l'année, loin derrière l'Allemagne (5 015 MWc) et la Pologne (3 715 MWc). Sa puissance installée par habitant atteignait 381,5 Wc fin 2021, supérieure de 7 % à la moyenne de l'Union européenne (355,3 Wc) et au 6e rang européen, loin derrière les Pays-Bas (815,4 Wc), l'Allemagne (706,2 Wc) et la Belgique (544,7 Wc).
Au niveau mondial, l'Italie ne figure plus parmi les 10 principaux marchés de 2019, dominés par la Chine : 30,1 GWc, les États-Unis : 13,3 GWc, l'Inde : 9,9 GWc et le Japon : 7 GWc ; sa puissance installée en fin 2019 atteint 20,8 GWc, au 6e rang mondial avec 3,3 % du total mondial, très loin derrière la Chine (204,7 GWc), les États-Unis (75,9 GWc), le Japon (63 GWc) et l'Allemagne (49,2 GWc).
Sur le marché européen en 2019, l'Italie s'est classée au 5e rang avec 759 MWc installés dans l'année, loin derrière l'Espagne, 1er avec 3 993 MWc, l'Allemagne, 2e avec 3 856 MWc, les Pays-Bas, 3e avec 2 402 MWc et la France, 4e avec 965,6 MWc. La puissance installée au 31 décembre 2019 situe l'Italie au 2e rang européen avec 20 864 MWc, derrière l'Allemagne : 49 016 MWc.
La puissance installée par habitant atteignait 345,7 Wc fin 2019, supérieure de 36 % à la moyenne de l'Union européenne (254,5 Wc) et seulement dépassée par celles de l'Allemagne (590,4 Wc), des Pays-Bas (400,6 Wc) et de la Belgique (395,5 Wc). Fin 2018, elle variait de 665 Wc/hab dans les Marches et 665 Wc/hab dans les Pouilles à 138 Wc/hab en Campanie et 69 Wc/hab en Ligurie.
En 2018, l'Italie a installé 435 MWc, très loin derrière la Chine : 45 GWc, l'Inde : 10,8 GWc) et les États-Unis : 10,6 GWc, portant sa puissance installée à 20,1 GWc, au 6e rang mondial avec 4,0 % du total mondial, très loin derrière la Chine (176,1 GWc), les États-Unis (62,2 GWc), le Japon (56 GWc) et l'Allemagne (45,4 GWc).
La puissance installée des 822 301 installations photovoltaïques italiennes était de 20 108 MWc fin 2018, en progression de 2,2 %. Elle a été multipliée par 41,6 depuis 2008 (483 MWc). La taille moyenne des installations était de 24,5 kWc en 2018, contre 38,7 kWc en 2011 ; elle a augmenté d'année en année de 2008 (13,5 kWc) à 2011, avant de reculer ensuite d'année en année. Le nombre de centrales de plus de 5 MWc est passé de 28 en 2010 (354 MWc) à 189 en 2018 (1 917 MWc) ; la tranche de puissance la plus importante est celle de 200 à 1 000 kWc, qui totalise 7 413 MWc en 2018, soit 36,9 % de la puissance totale.
Sur le marché européen en 2018, l'Italie s'est classée au 4e rang avec 440 MWc, loin derrière l'Allemagne, 1er avec 2 938 MWc, les Pays-Bas, 2e avec 1 397 MWc et la France, 3e avec 862 MWc. La puissance installée au 31 décembre 2018 situe l'Italie au 2e rang européen avec 20 107 MWc, derrière l'Allemagne : 45 277 MWc.
Sur le marché européen en 2017, l'Italie s'est classée au 5e rang avec 409 MWc, loin derrière l'Allemagne, 1er avec 1 678 MWc, la France, le Royaume-Uni et les Pays-Bas. La puissance installée au 31 décembre 2017 situait l'Italie au 2e rang européen, derrière l'Allemagne.
En 2014, l'Italie n'a installé que 385 MWc, reculant au 4e rang mondial pour sa puissance cumulée : 18,46 GWc, dépassée par le Japon ; ce déclin est la conséquence de la suppression des tarifs d'achat garantis pour les nouvelles installations ; le marché n'est plus animé que par les dispositifs d'auto-consommation et des réductions d'impôts ; par ailleurs, pour les installations existantes, le gouvernement a imposé une baisse des tarifs d'achat compensée par un allongement de leur durée.
Le marché 2012 avait dépassé toutes les prévisions : 3 577 MWc ont été installés, portant la puissance cumulée à 16 350 MWc ; mais le système de feed-in tariff (tarif d'obligation d'achat) ayant pris fin au printemps 2013, date à laquelle a été atteint le plafond de 6,7 Mds € par an fixé au « Conto energia fotovoltaico » (équivalent italien de la CSPE française), le progression ne pouvait que ralentir, le principal moteur de la filière devenant l'autoconsommation dans les régions où la parité réseau est atteinte (net metering).

### Politique de soutien au solaire photovoltaïque
Le déclin prononcé du marché photovoltaïque italien (9 303 MW installés en 2011, 3 017 MW en 2012, 1 365 MW en 2013, 385 MW en 2014, 302 MW en 2015) découle du fait que la limite de financement du dernier programme Conto Energia a été atteinte et que depuis lors les investisseurs ne peuvent recevoir aucune incitation. Ces programmes ont été très coûteux : 28,8 c€/kWh, alors que le coût de production du kWh d'une centrale du sud du pays est inférieur à 10 c€/kWh. Afin de diminuer le coût de ce programme, le gouvernement italien a décidé à l'été 2014 de réduire les tarifs d'achat de manière rétroactive à partir du 1er janvier 2015, avec trois options pour les propriétaires de systèmes de plus de 200 kWc : baisse immédiate des tarifs de 5 à 9 % selon la taille, ou prolongation de la période de garantie du tarif de 20 à 24 ans en échange d'une baisse de tarif de 17 25 %, ou rééchelonnement avec une période où le tarif est réduit suivie d'une période où il est augmenté. Cette baisse rétroactive ne touche que 6 % des propriétaires qui reçoivent au total près de 60 % des subventions ; l'économie attendue est de 1,5 milliard € en 2015. Simultanément, une taxe de 5 % a été instaurée sur la production d'électricité autoconsommée.
L’autoconsommation est favorisée par la mise en place du programme Scambo Sul Posto (SSP). Avec ce système, l’électricité injectée sur le réseau est rémunérée à travers un « quota énergétique » qui est basé sur le prix de marché et d’un « quota de service », qui dépend des coûts du réseau.
En 2012, la production atteint un tel niveau en été en milieu de journée que les centrales à gaz ne fonctionnent plus qu'à la moitié de leur puissance. L'essor du photovoltaïque est dû au système du « conto energia fotovoltaico » (analogue aux systèmes allemand : EEG-Umlage, et français : CSPE), qui garantit des tarifs d'achat incitatifs pendant 20 ans pour les producteurs d'électricité photovoltaïque. Institué par des décrets de 2005 et 2006, en remplacement d'un ancien système de subventions directes lors de l'installation des panneaux photovoltaïques, ce système connaît un succès massif, mais coûte 6,5 milliards d'euros par an aux consommateurs d'électricité, selon GSE. Ses partisans font valoir que la filière photovoltaïque représente 100 000 emplois directs ; or le législateur a fixé un plafond de dépenses de 6,7 milliards € par an, qui a été atteint au printemps 2013 ; le soutien au photovoltaïque a donc cessé, et seuls les projets ayant déjà atteint la parité réseau (coût de production égal au prix d'achat de l'électricité sur le réseau public) peuvent se réaliser, ce qui restreint le territoire potentiel du solaire aux régions les plus ensoleillées (la Sicile pour l'essentiel) et aux centrales de grande taille ayant une part élevée d'autoconsommation ou une intégration optimisée de la production solaire à un process industriel. Afin d'éviter un effondrement du marché, les associations professionnelles réclament un soutien sous forme de déduction fiscale analogue à celle attribuée aux investissements améliorant l'efficacité énergétique.
Les installations dans le secteur résidentiel ont été stimulés jusqu'en 2022 par le système d’incitation fiscal du « superbonus », dont l’objet était de faciliter les travaux pour la transition énergétique allant de l’isolation thermique aux panneaux solaires en passant par le remplacement des fenêtres. Il s'agissait d’un crédit d’impôt égal à 110 % du montant de l’investissement, s’étalant sur une durée de cinq ans. En 2023, le gouvernement Meloni, jugeant ce programme trop coûteux pour les finances publiques, a réduit le crédit d’impôt du superbonus à 90 % tout en le soumettant à des conditions de revenus. En 2024, il a de nouveau été réduit à 70 % et est désormais réservé aux copropriétés ; ce taux diminuera à 65 % en 2025.

### Production locale de panneaux solaires
Le 6 février 2023, Enel annonce son intention de multiplier par 15 la capacité de production annuelle de son usine de panneaux photovoltaïques à Catane, en Sicile. Les travaux d'extension ont commencé en avril 2022 et devraient porter la capacité de production de l'usine de 200 à 400 MW en septembre 2023, puis à la pleine capacité de 3 GW d'ici à juillet 2024. Elle deviendrait ainsi, selon Enel, la plus grande usine de panneaux solaires d'Europe, devant celle du groupe suisse Meyer Burger située à Freiberg, dans l'est de l'Allemagne, d'une capacité annuelle de 400 MW. L'investissement dans cette usine s'élève à 600 millions €, dont 188 millions € provenant du Fonds pour l'innovation de Bruxelles et du plan de relance européen. Elle utilise une technologie développée dans les laboratoires français du CEA.

### Principales centrales solaires photovoltaïques
- (en) Cet article est partiellement ou en totalité issu de l’article de Wikipédia en anglais intitulé « Solar power in Italy » (voir la liste des auteurs).

La plus grande centrale solaire d'Italie (et d'Europe à fin 2010) a été mise en service en plusieurs étapes de fin 2009 à fin 2010 à Montalto di Castro dans la Province de Viterbe (Latium) ; sa puissance installée de 85 MWc lui permet d'éviter l'émission de 78 000 tonnes de CO2 par an ; sa surface est de 283 hectares.
| Nom                       | Puissance (MWc) | Production (GWh/an) | Facteur de charge (%) | Mise en service |
| ------------------------- | --------------- | ------------------- | --------------------- | --------------- |
| Montalto di Castro        | 85              |                     | 19                    | 2009-2010       |
| Rovigo (en) (San Bellino) | 70,6            | --                  | --                    | 2010            |
| Serenissima (en)          | 48              | --                  | --                    | 2011            |
| Cellino San Marco (en)    | 43              | 56                  | 14,9                  | 2010            |
| Alfonsine (en)            | 36,2            | --                  | --                    | 2010            |
| Sant'Alberto (en)         | 34,63           | --                  | --                    | 2010            |
| Anguillara PV power plant | 15              | --                  | --                    | 2010            |
| Priolo PV power plant     | 13,5            | --                  | --                    | 2010            |
| Loreo PV power plant      | 12,6            | --                  | --                    | 2010            |
| Craco PV power plant      | 12              | --                  | --                    | 2010            |
| Manzano PV power plant    | 11              | --                  | --                    | 2010            |
| Gamascia PV power plant   | 9,7             | --                  | --                    | 2010            |
| Ragusa PV power plant     | 8,4             | --                  | --                    | 2010            |

## Énergie solaire thermodynamique
En 2018, les principaux projets en cours au niveau européen sont ceux de l'Italie : Solecaldo (41 MW) à Aidone en Sicile ; Reflex Solar Power (12,5 MW) à Gela en Sicile ; Lentini (55 MW) en Sicile et le projet solaire hybride de 10 MW à San Quirico en Sardaigne. Mais les investisseurs sont en attente du décret qui définira les conditions de la rémunération de la future production.
L'Italie est devenue en 2016 le pays le plus prometteur d'Europe pour la filière solaire thermodynamique, après l'arrêt des projets en Espagne ; le nouveau système de tarifs d'achat mis en vigueur le 31 décembre 2012 a suscité l'éclosion de nombreux projets, pour la plupart situés en Sardaigne et en Sicile. Mais ces projets ont pris du retard, les conditions de rémunération étant jugées insuffisantes par les développeurs ; le décret du 29 juin 2016 encadrant les aides aux centrales renouvelables a été favorable pour les installations solaires thermodynamiques de puissance inférieure à 5 MW, mais pas pour les projets plus importants, de type cylindro-parabolique ou centrale à tour ; le GSE (de l'italien Gestore dei Servizi Energetici) a publié fin novembre 2016 une liste de 8 projets ayant obtenu une aide à la production, tous de puissance inférieure à 5 MW ; l'ANEST (Association italienne de l'énergie solaire thermodynamique) espère obtenir en 2017 un nouveau décret pour les centrales de taille moyenne. Selon elle, la puissance des 15 projets disposant d'autorisations de construction atteint 259,4 MW.

### Politique de soutien au solaire thermodynamique
Les tarifs d'achat étaient, en 2014, différenciés selon la surface totale des récepteurs et selon la part des énergies non renouvelables dans la production totale de la centrale (lorsqu'elle est hybride) :
- grandes centrales (> 2 500 m2) : 32 c€/kWh si la part du solaire dans la production dépasse 85 %, 30 c€/kWh entre 50 et 85 %, 27 c€/kWh pour moins de 50 % ;
- petites centrales (< 2 500 m2) : 36 c€/kWh, 32 c€/kWh et 30 c€/kWh respectivement ;

ces tarifs seront payés pendant 25 ans ; ils baisseront de 5 % à partir de 2016 et de 5 % supplémentaires en 2017.
Les centrales de plus de 10 000 m2 devront être équipées d'un système de stockage d'énergie.

### Principales centrales solaires thermodynamiques
La première centrale solaire à concentration (CSP) d'Italie, baptisée « Archimède » (5 MW), a été inaugurée le 14 juillet 2010 à Priolo Gargallo dans la Province de Syracuse par ENEL ; elle utilise des sels fondus pour transférer et stocker l'énergie, ce qui lui permet de prolonger son fonctionnement après le coucher du soleil ; elle est intégrée à une centrale à gaz. Plusieurs autres centrales de petite taille (1 MW maximum) totalisant (3,2 MW) ont été mises en service de 2013 à 2017.
Voici les projets en cours de développement fin 2018 :
| Nom | Localisation                                    | Puissance (MW) | Technologie* | Date m.s.** |
| Flumini Mannu | Villasor-Decimoputzu, Cagliari, Sardaigne       | 55             | cyl.-parab.  | nd          |
| Lentini | Carlentini, Province de Syracuse, Sicile        | 55             | cyl.-parab.  | nd          |
| Solecaldo | Aidone, Sicile                                  | 41             | Fresnel      | nd          |
| Reflex Solar Power | Gela, Caltanissetta, Province de Catane, Sicile | 12,5           | cyl.-parab.  | nd          |
| San Quirico | San Quirico, Sardaigne                          | 10             | hybride      | nd          |
| San Severo | San Severo, Pouilles                            | 10             | Tour solaire | nd          |
| Calliope | Trapani, Sicile                                 | 4              | Fresnel      | nd          |
| Bilancia 1 | Palermo, Sicile                                 | 4              | Fresnel      | nd          |
| Stromboli Solar | Trapani, Sicile                                 | 4              | Fresnel      | nd          |
| Puissance totale en projet en Italie | Puissance totale en projet en Italie            | 203,6          |              |             |
| * Technologies : cyl.-parab.= cylindro-parabolique ; Fresnel = réflecteurs Fresnel linéaires ** Date m.s. : date de mise en service. Plusieurs petits projets non mentionnés dans le tableau sont compris dans le total. |                                                 |                |              |             |